# Joska Czori
Joska Czori (* 1942 oder 1943; † 5. November 1960) ist ein Opfer von antiziganistischer Polizeigewalt. Der 27-jährige Roma wurde am 5. November 1960 in Hamburg von einem Polizisten erschossen.
Joska Czori betrat am Tag der Tat etwa zur Mittagszeit eine Metzgerei in der Hamburger Vorstadt Niendorf. Dort entstand Unruhe und zwei Streifenwagen wurden alarmiert. Dem Polizeiprotokoll zufolge herrschte beim Eintreffen des ersten Streifenwagens in der Metzgerei eine Massenschlägerei. Die Situation eskalierte, ein 47-jähriger Polizist zog seine Waffe und erschoss Joska Czori sowie Karol Kwiek. Ein Bruder von Joska Czori wurde durch die Schüsse schwer verletzt.
Wie aus einer journalistischen Recherche von Ingrid Müller-Münch hervorgeht, gibt es zwei verschiedene Versionen des Tathergangs. Aus Sicht der betroffenen Roma und ihrer Familien handelt es sich um Mord. Sofia Kwiek war laut Hamburger Abendblatt die einzige Augenzeugin auf Seiten der Roma. Sie schilderte, dass ein Polizist sofort nach dem Eintreffen mit einem Gummiknüppel auf Joska Czori eingeschlagen habe. Daraufhin habe Joska Czori versucht, dem Polizisten den Knüppel zu entreißen. Da er dabei auf den Beamten zuging, habe dieser seine Pistole gezogen, bis drei gezählt und dann geschossen. „Joska wurde durch den Schuss getroffen und fiel sofort mit nach hinten erhobenen Händen um. Der Beamte schoss dann nochmals“.
Laut dem Standpunkt der Ermittler fielen die Schüsse aus Notwehr. Darüber informierte die Hamburger Mordkommission die Öffentlichkeit bereits einen Tag nach den Geschehnissen und noch bevor die an dem Streit beteiligten Roma verhört worden waren. Ingrid Müller-Münch stellt im Rahmen ihrer Recherche fest: „Wegen dieser Unausgewogenheit der Quellen und der gänzlich auseinanderklaffenden Schilderungen des Ablaufs ist es unmöglich, den tatsächlichen Hergang zu rekonstruieren“. Jedoch bewertet die Journalistin sowohl den Funkspruch zur Alarmierung der Streifenwagen als auch die öffentliche Berichterstattung und die Aussagen der Bevölkerung rund um die Geschehnisse als antiziganistisch.